# 한국식생활개발연구회
한국식생활개발연구회는 식생활 및 영양개선 계몽 보급 운동을 전개하고 국가 양곡정책 수행 협조함을 목적으로 1969년 2월 15일 설립된 대한민국 농림수산식품부 소관의 사단법인이다. 사무실은 서울특별시 영등포구 신길1동 115-14에 있다.

## 주요 사업
- 식생활및 영양개선을 위한 정부시책에 관한 건의또는 자문
- 식생활 및 영양개선을 위한 연구지도, 선전, 보급
- 국민식생활 및 영양개선을 위한 홍보활동과 조리사 재교육
- 식생활 및 영양개선을 범국민화하기 위한 개선 식품연구
- 정부의 위탁에 의한 업무대행